# 白枝海绵属
白枝海绵属（學名：Leucosolenia）是多孔动物门钙质海绵纲下的一個屬。产于淺海。該屬的物種通常都以一組彎曲花瓶的形狀出現，長可達2厘米，每個末端都有一個吸盤（osculum）。整體造型是有時像一串微小的香蕉。最經常在潮池觀察到牠們，周圍聚集基地海藻或岩石上，並出現各種顏色，通常是相當蒼白。